# Ziliz
Ziliz is een plaats (község) en gemeente in het Hongaarse comitaat Borsod-Abaúj-Zemplén. Ziliz telt 412 inwoners (2001).